# مرتزیگ
مرتزیگ (به لوکزامبورگی: Mäerzeg) یک شهرداری در استان دیکریش کشور دوک‌نشین لوکزامبورگ است که ۱۱٫۱ کیلومترمربع مساحت دارد و جمعیت آن در سال ۲۰۱۱ میلادی ۱۷۴۸ نفر بوده‌است.

## تاریخچه جمعیت
تاریخچه رشد جمعیت این شهرداری در جدول زیر آمده‌است  :
| سال  | جمعیت |
| ---- | ----- |
| ۱۸۲۱ | ۵۷۶   |
| ۱۸۵۱ | ۱۰۵۲  |
| ۱۸۸۰ | ۹۵۲   |
| ۱۹۱۰ | ۸۰۷   |
| ۱۹۳۵ | ۷۰۵   |
| ۱۹۴۷ | ۷۰۲   |
| ۱۹۶۰ | ۷۴۶   |
| ۱۹۷۰ | ۸۱۴   |
| ۱۹۸۱ | ۹۲۰   |
| ۱۹۹۱ | ۱۰۳۳  |
| ۲۰۰۱ | ۱۴۳۹  |
| ۲۰۰۴ | ۱۵۰۵  |
| ۲۰۰۷ | ۱۵۵۹  |
| ۲۰۱۰ | ۱۷۰۵  |
| ۲۰۱۱ | ۱۷۴۸  |